# Chhau (danse)
 (mars 2025).
Pour les articles homonymes, voir Chhau.

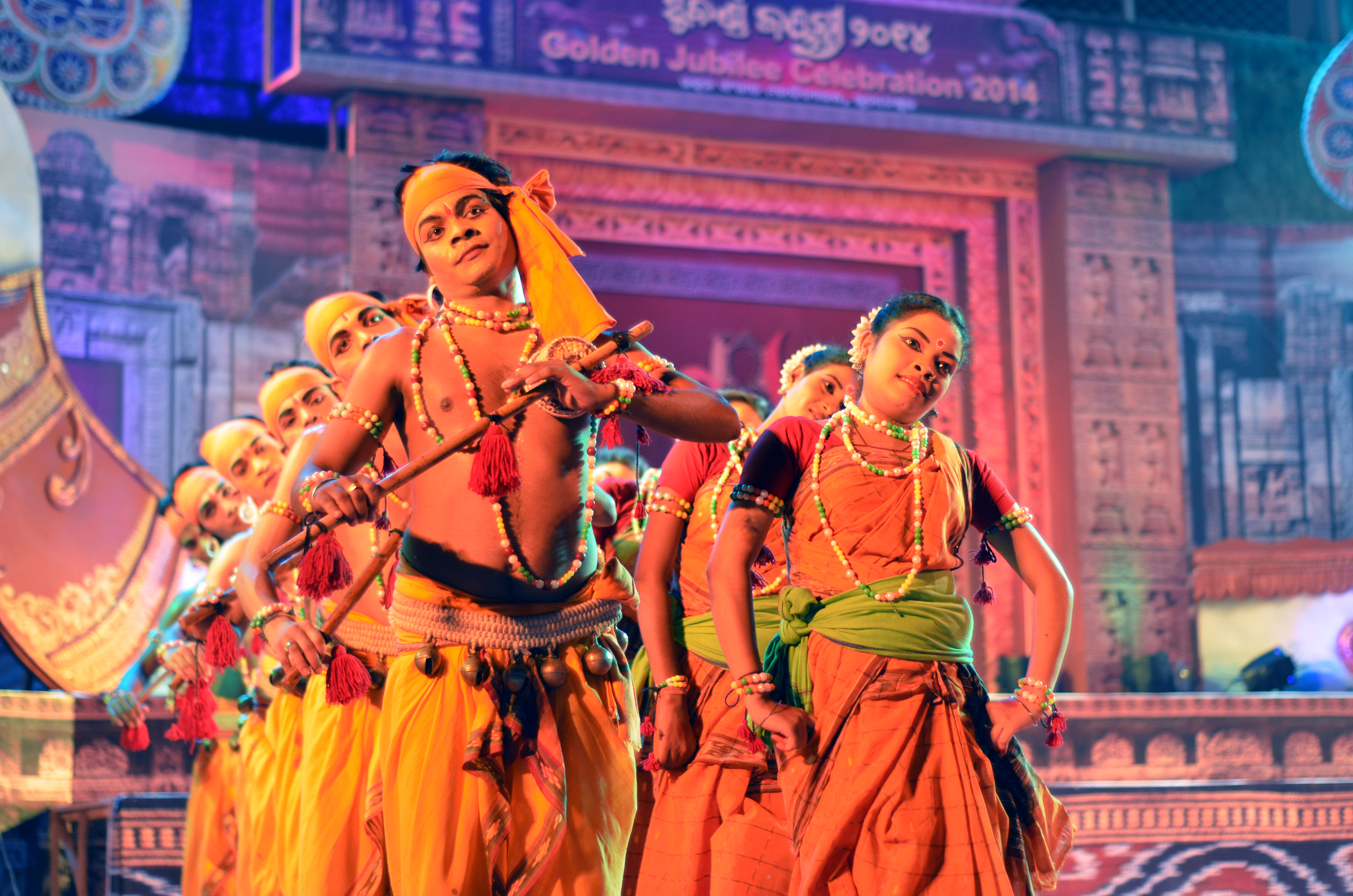
Artistes de Mayurbhanj Chhau se produisant sur un thème Vaishnavite à Bhubaneswar.

La danse chhau (en odia : ଛଉ ନାଚ chau nāca, en bengali : ছৌ নাচ chau nāc, en hindi : छऊ नृत्य chau nr̥tya) aussi  orthographiée Chau ou Chhaau, est une danse indienne semi-classique de tradition martiale et folklorique. Elle est originaire de la région de Kalinga (Odisha) de Mayurbhanj. Elle se pratique aussi au Bengale Occidental et à Jharkhand. Il en existe trois styles nommés d'après leur lieu d'exécution : le Purulia Chau ( bengali : পুরুলিয়া ছৌ) du Bengale occidental, le Seraikella Chau (en hindi : सेरैकेल्ला छऊ) de Jharkhand et le Mayurbhanj Chau ( Odia : ମୟୂରଭଞ୍ଜ ଛଉ) d'Odisha.
La danse célèbre les arts martiaux, l'acrobatie et  l'athlétisme exécutés dans des thèmes festifs d'une danse folklorique. C'est aussi une danse structurée qui compte un aspect religieux trouvé dans le shivaïsme, le shaktisme et le vaishnouisme. Les costumes varient selon les styles, Purulia et Serakeilla utilisant des masques pour identifier le personnage. Les histoires jouées par les danseurs Chhau comprennent celles des épopées hindoues du Ramayana et du Mahabharata, des Puranas et d'autres œuvres de la littérature indienne,.
Traditionnellement, seuls des hommes dansent. Le Chhau s'effectue chaque année, notamment au printemps. Il s'agit sans doute d'une danse syncrétique qui émergea d'une fusion de danses hindoues classiques et des traditions d'anciennes tribus régionales. D'après la description de l'Unesco, cette danse, festive et religieuse, rassemble des personnes d'horizons sociaux différents,.

## Étymologie
Le chhau est une danse folklorique de la région de Rarh au Bengale. Il peut avoir été dérivé du sanskrit Chāya (ombre, image ou masque),. Ce nom peut aussi provenir de la racine sanscrite Chadma (déguisement). Enfin, le poète et critique littéraire Sitakant Mahapatra pense qu'il est dérivé de Chhauni (camp militaire, armure, furtivité) en langue Odia,.

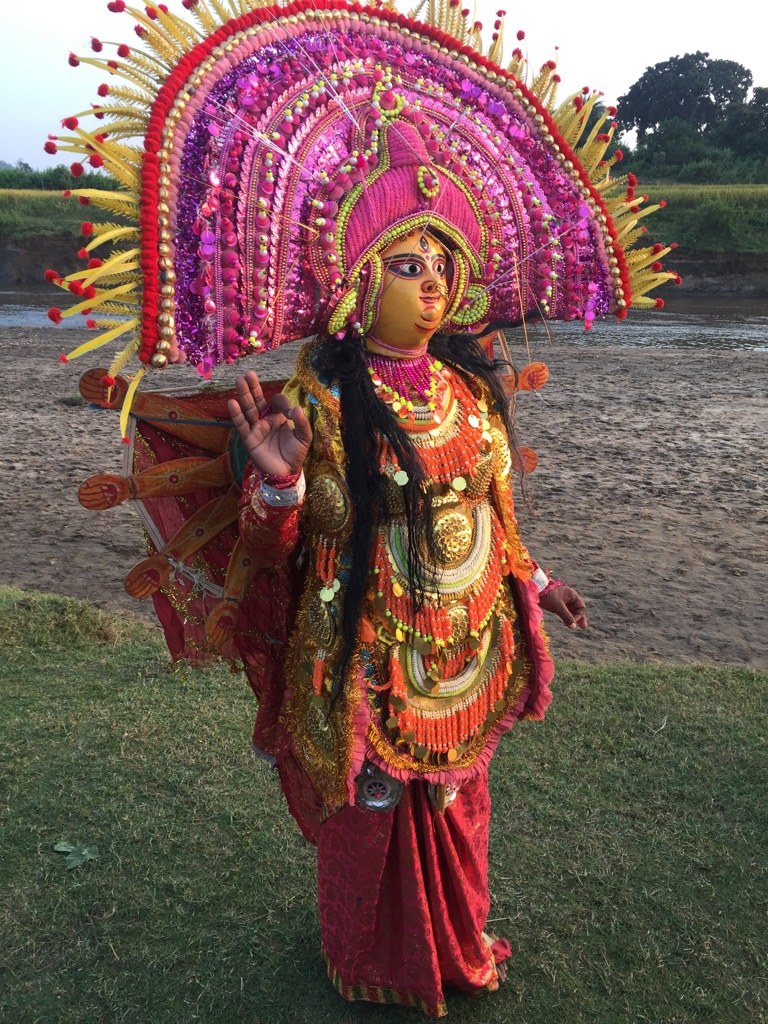
Une danseuse Chhau à Bagmundi dans le rôle de la déesse Durga.

## Caractéristiques de la danse Chhau
La danse Chhau est surtout exécutée lors des festivals de la région du Jharkhand, du Bengale occidental et de l'Odisha, comme le festival de printemps de Chaitra Parva auquel toute la communauté participe. La danse Purulia Chhau est célébrée pendant le festival du soleil.
La danse Chhau, dans les styles Purulia et Seraikella, se pratique masqué. La connaissance de la danse, de la musique et de la fabrication de masques est transmise oralement. La danse Chhau du nord d'Odisha n'utilise le masque que lors de l'introduction des danseurs, et non pendant la danse.
Les deux styles de danse Chhau qui utilisent des masques mêlent différents mouvements : combats simulés (appelées khel ), allures stylisées d'oiseaux et d'animaux (appelées chalis et topkas) et mouvements inspirés des corvées de femmes au foyer du village (appelé uflis ). Cette forme de danse Chhau, d'après Mohan Khokar, n'a aucune signification rituelle ou cérémonielle, c'est une forme de célébration et de divertissement communautaire.
La danse est exécutée par des danseurs masculins, la nuit dans un espace ouvert, nommé akhada ou asar . La danse, rythmée, s'accompagne de musique folklorique, jouée sur les flûtes mohuri et shehnai. Une variété de tambours accompagne l'ensemble musical, notamment le dhol (tambour cylindrique), le dhumsa (grand tambour) et le kharka ou chad-chadi . Les thèmes de ces danses comprennent des légendes locales, du folklore et des épisodes du Ramayana et du Mahabharata et d'autres thèmes abstraits.
Paika et Natua, ainsi que la danse Nachni jouent un rôle important en donnant à Chhau son identité actuelle. La danse Chhau emprunte presque exclusivement les mouvements féminins à la danse Nachni (Bhattacharya, 1983, Chakravarti, 2001, Kishore, 1985). Les éléments de danse féminine de Chhau introduisent les aspects du Lasya Bhava du Natya Shastra, tandis que le mouvement de danse viril est attribué au style de danse tandava de Shiva (Bose 1991) . Il existe différentes interprétations de tandava et de lasya. Bose met en avant le débat entre la relation de lasya et de tandava de manière critique dans son analyse de la danse dans les textes sanskrits. Voir Bose, Mandakranta .

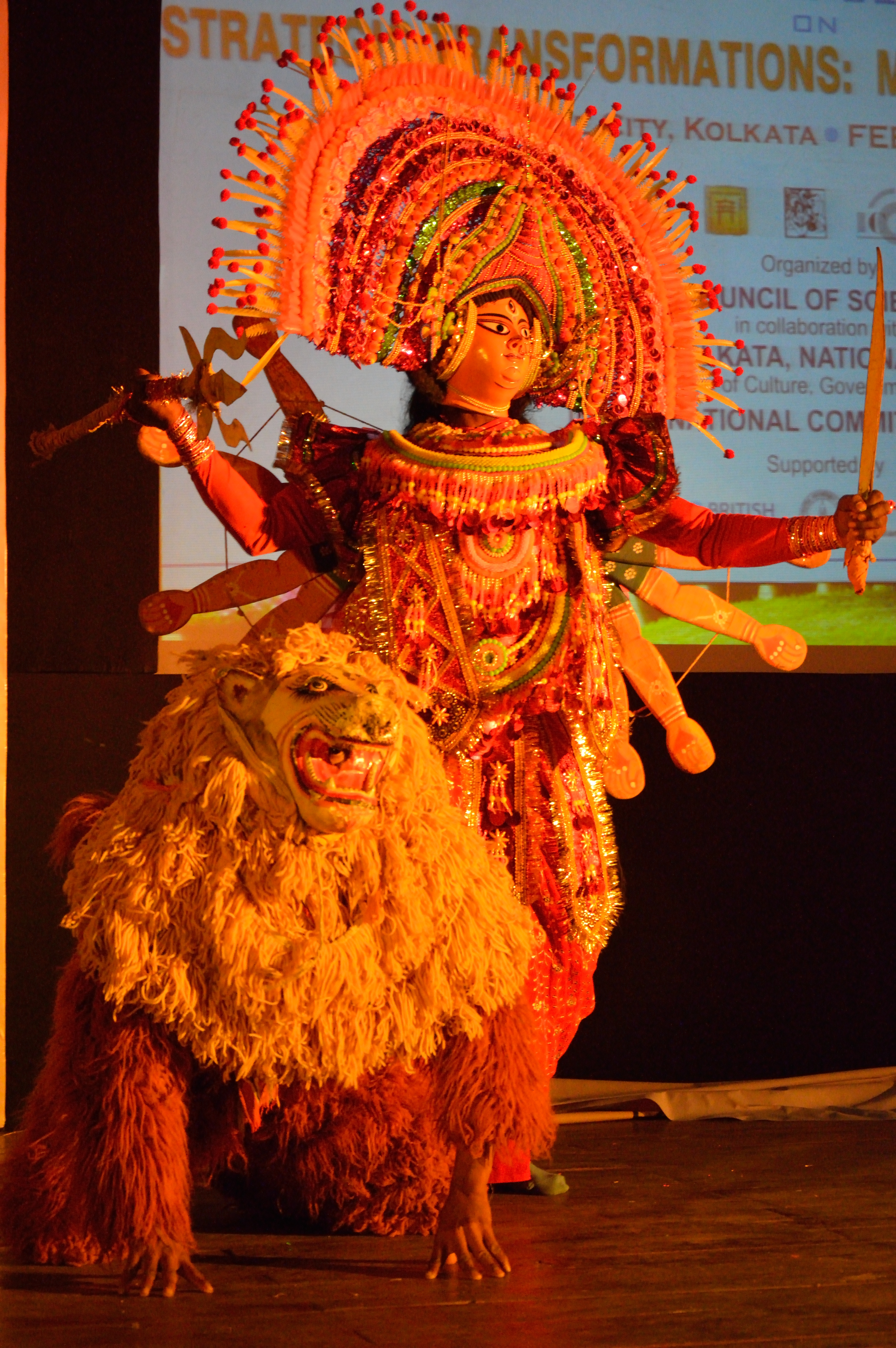
Un costume de danse Chhau sur le thème du shaktisme (Durga avec Lion, style Purulia Chhau).
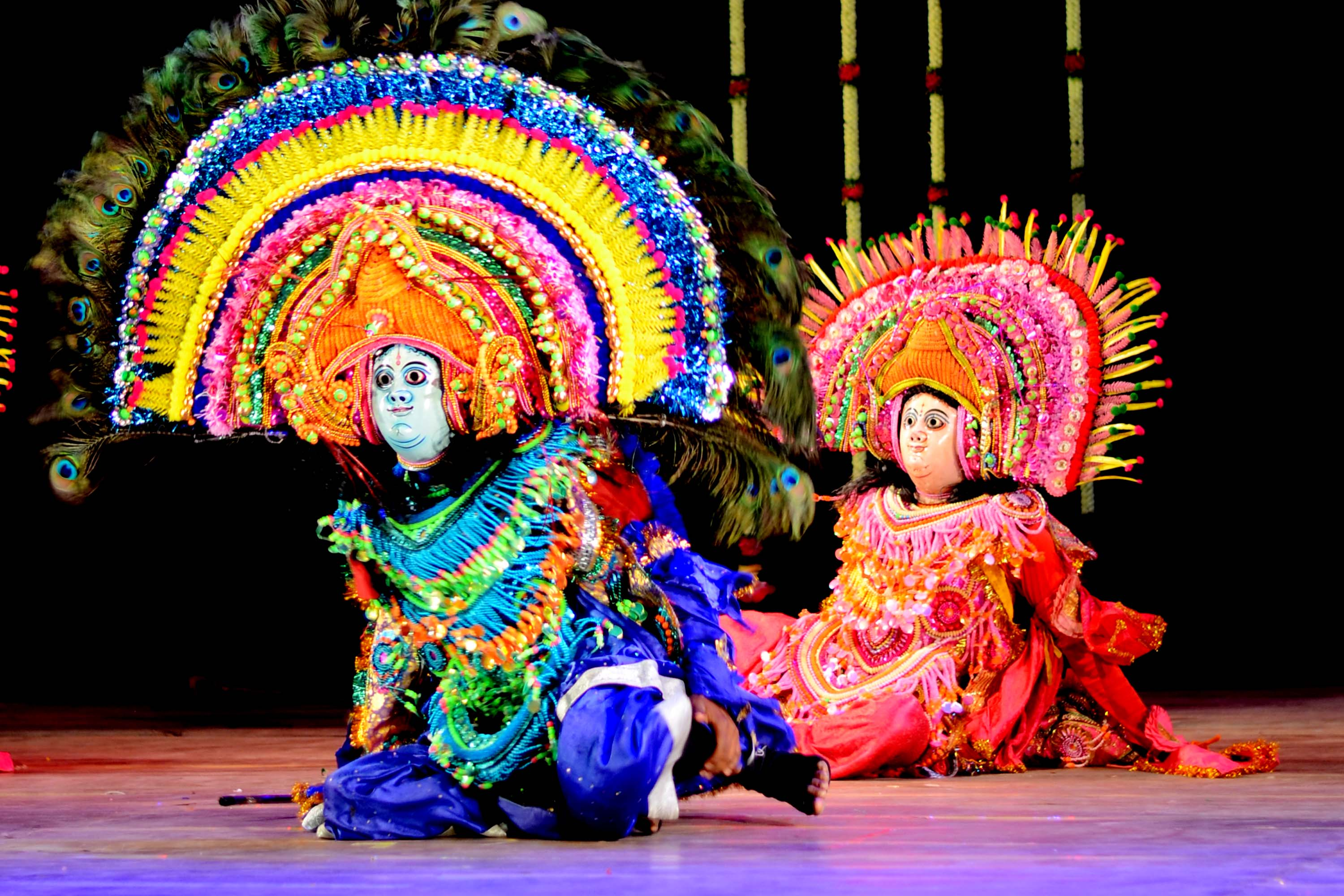
Des artistes du district de Purulia au Bengale occidental interprètant la danse Chhau.

## Trois styles de Chhau

Ileana Citaristi interprétant Mayurbhanj Chhau (thème du shivaïsme).

Le Seraikella Chhau se développa à Seraikela, alors qu'il était sous le règne de la règle Gajapati de Kalinga, le siège administratif actuel du district de Seraikela Kharsawan de Jharkhand, le Purulia Chhau dans le district de Purulia du Bengale occidental et le Mayurbhanj Chhau  dans le district de Mayurbhanj de Odisha. C'est notamment l'utilisation du masque qui différencie ces trois danses. Ainsi, seuls les sous-genres Seraikela et Purulia de Chhau utilisent des masques pendant la danse ,.
La technique et le répertoire du Seraikella Chhau furent élaborés par la noblesse de cette région et, pendant l'époque contemporaine, des personnes de tous horizons le dansent. Le Seraikella Chhau est interprété avec des masques symboliques ,. Le Purulia Chhau utilise de vastes masques façonnés selon le personnage joué. Les potiers fabriques des masques dotés d'images en argile de dieux et déesses hindous et proviennent principalement du district de Purulia au Bengale occidental. Dans le Mayurbhanj, la danse Chhau est exécutée sans masques et est techniquement similaire au Seraikella Chhau ,.

## Reconnaissance
En 2010, l'Unesco décide d'inscrire la danse Chhau sur la liste représentative du patrimoine culturel immatériel de l'humanité .
Le gouvernement d'Odisha créa le Government Chhau Dance Center en 1960 à Seraikella et le Mayurbhanj Chhau Nritya Pratisthan à Baripada en 1962. Ces institutions s'engagent dans une formation impliquant des gourous locaux, des artistes, des mécènes et des représentants des institutions de Chhau et parrainent des spectacles. Le festival Chaitra Parva, important pour la danse Chhau, est aussi parrainé par le gouvernement de l'État. La Sangeet Natak Akademi a établi un Centre national de danse Chhau à Baripada, Odisha,.

## Dans la culture populaire
Le film hindi Barfi ! contient plusieurs scènes montrant le Purulia Chhau .

## Masque de Chhau

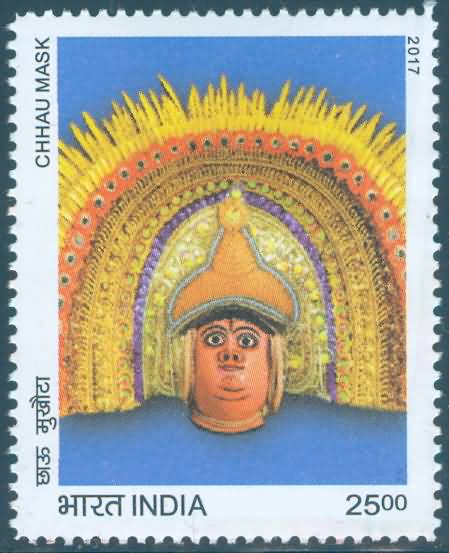
Masque Chhau du Bengale-Occidental en timbre indien, 2017.

La danse Purulia Chhau est inscrite sur la liste du patrimoine mondial des danses de l'UNESCO.Traditionnellement, la danse chhau a lieu à la mi-mars pour marquer le changement de cycle agricole. Les danseurs Purulia Chhau portent le masque théâtral qui représente les personnages mythologiques. Après avoir façonné la forme du masque avec de l'argile, il est coloré et décoré de Shola.
Ces masques chhau sont fabriqués par les artistes de la communauté Sutradhar. La fabrication d'un masque passe par les étapes suivantes : huit à dix couches de papier souple, immergées dans de la colle diluée, sont collées les unes après les autres sur le moule, qui est ensuite saupoudré d'une fine couche de cendre. Les traits du visage sont faits d'argile. Une couche spéciale de boue et de tissu est appliquée et le masque est ensuite séché au soleil. Après ces étapes, le moule est poli et le deuxième cycle de séchage au soleil est effectué avant de séparer les couches de tissu et de papier du moule. Après finition et perçage de trous pour le nez et les yeux, le masque est coloré et décoré,.

## Galerie

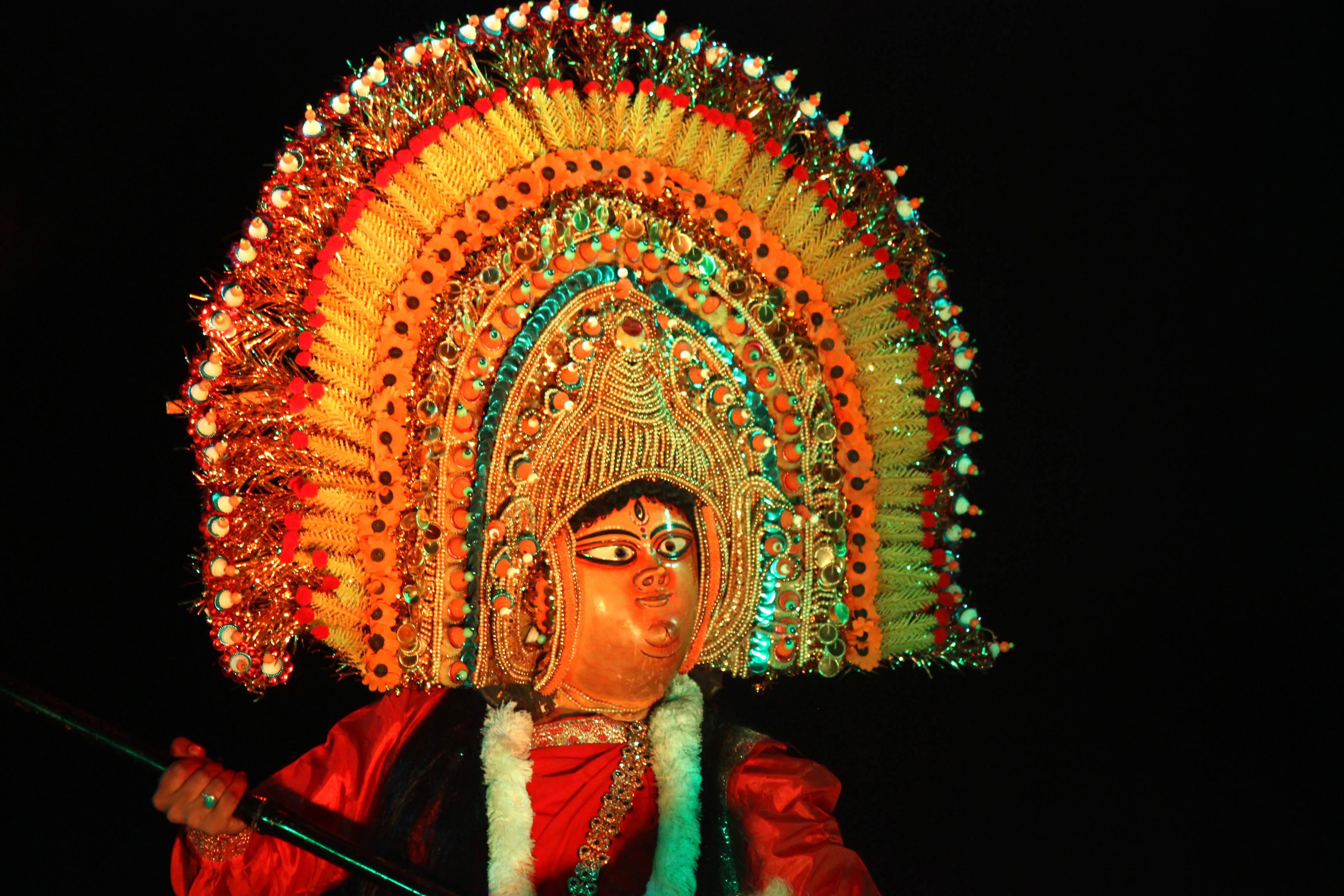
Artiste de danse Chhau-femme
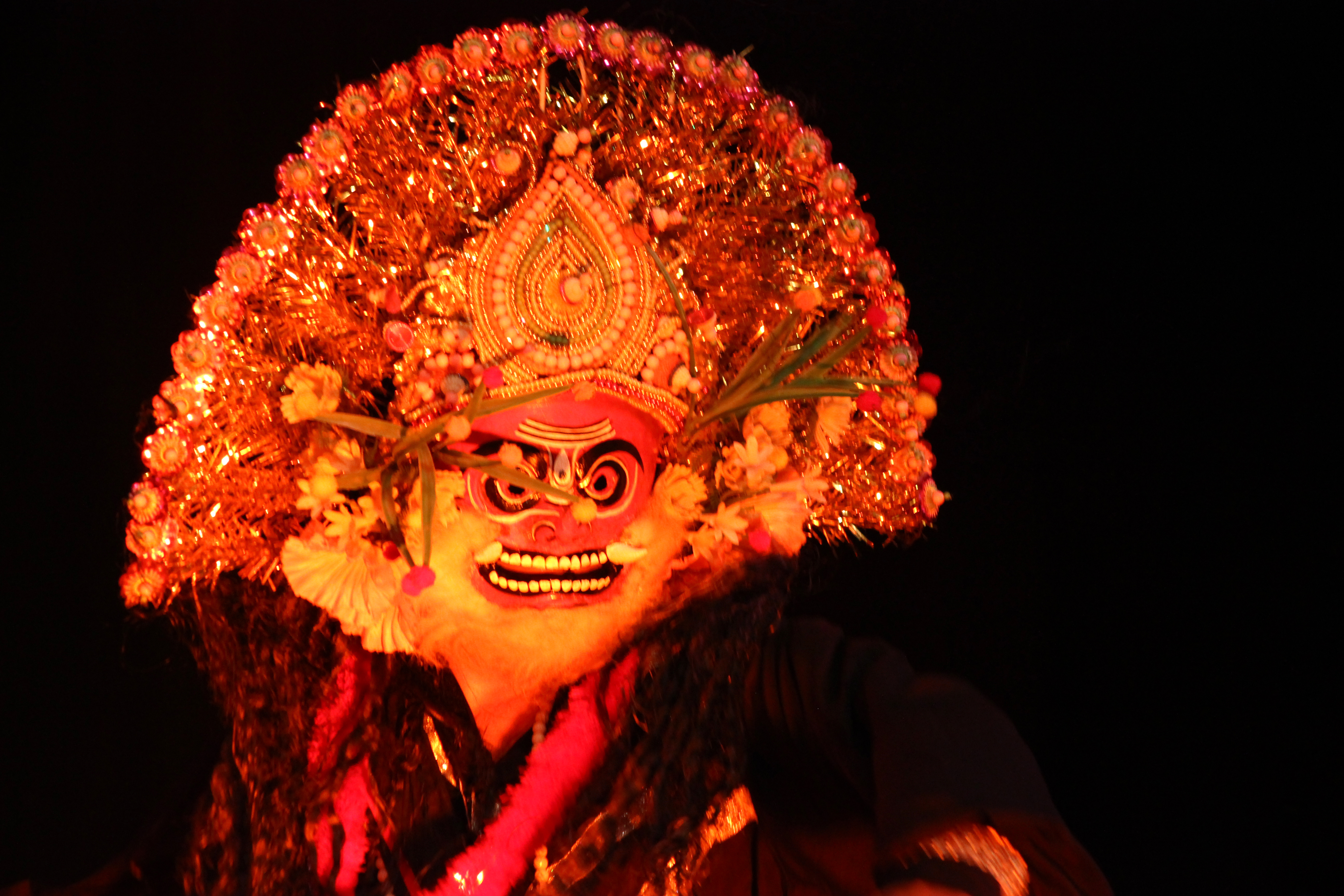
Artiste de danse Chhau-homme
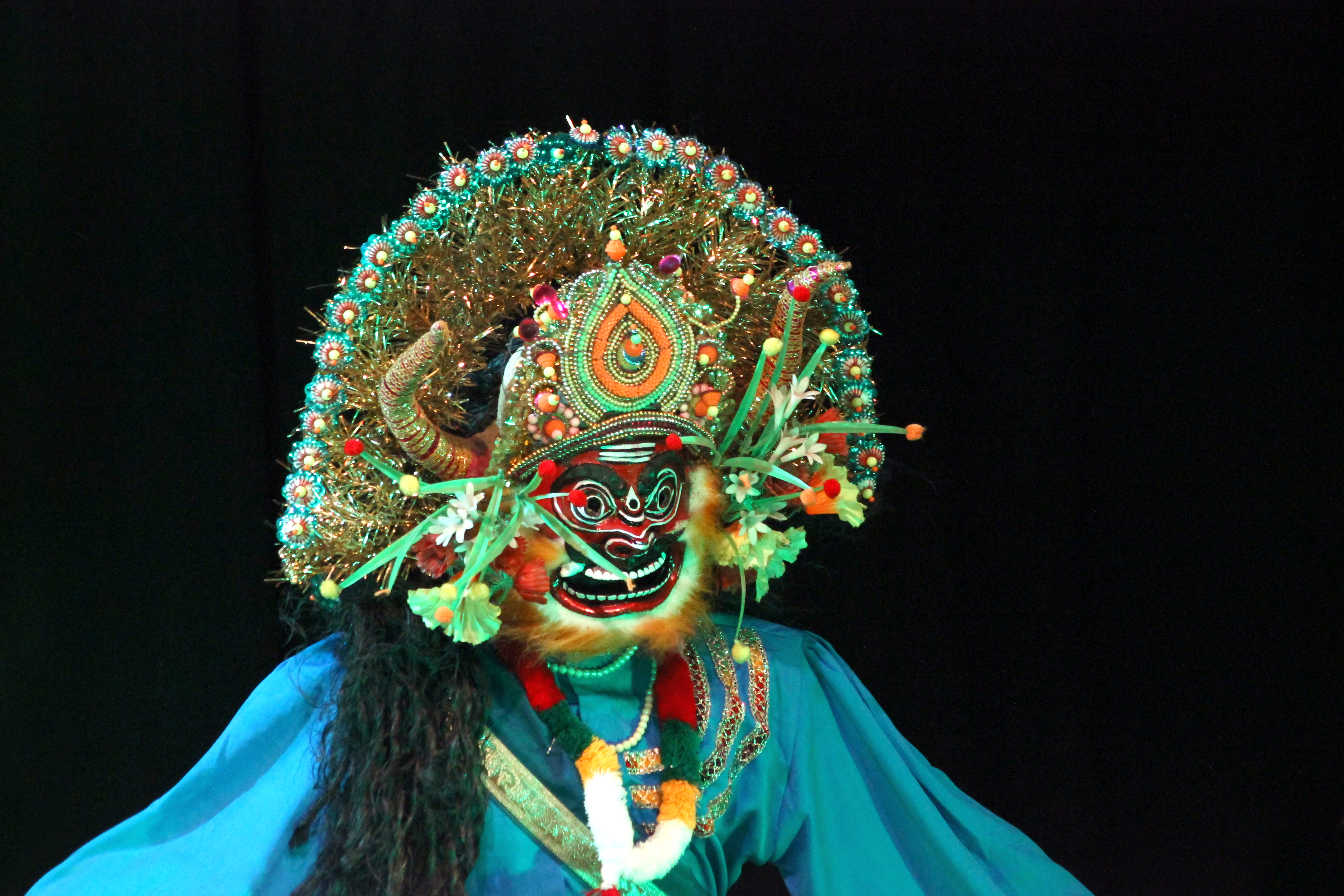
Artiste de danse Chhau-homme
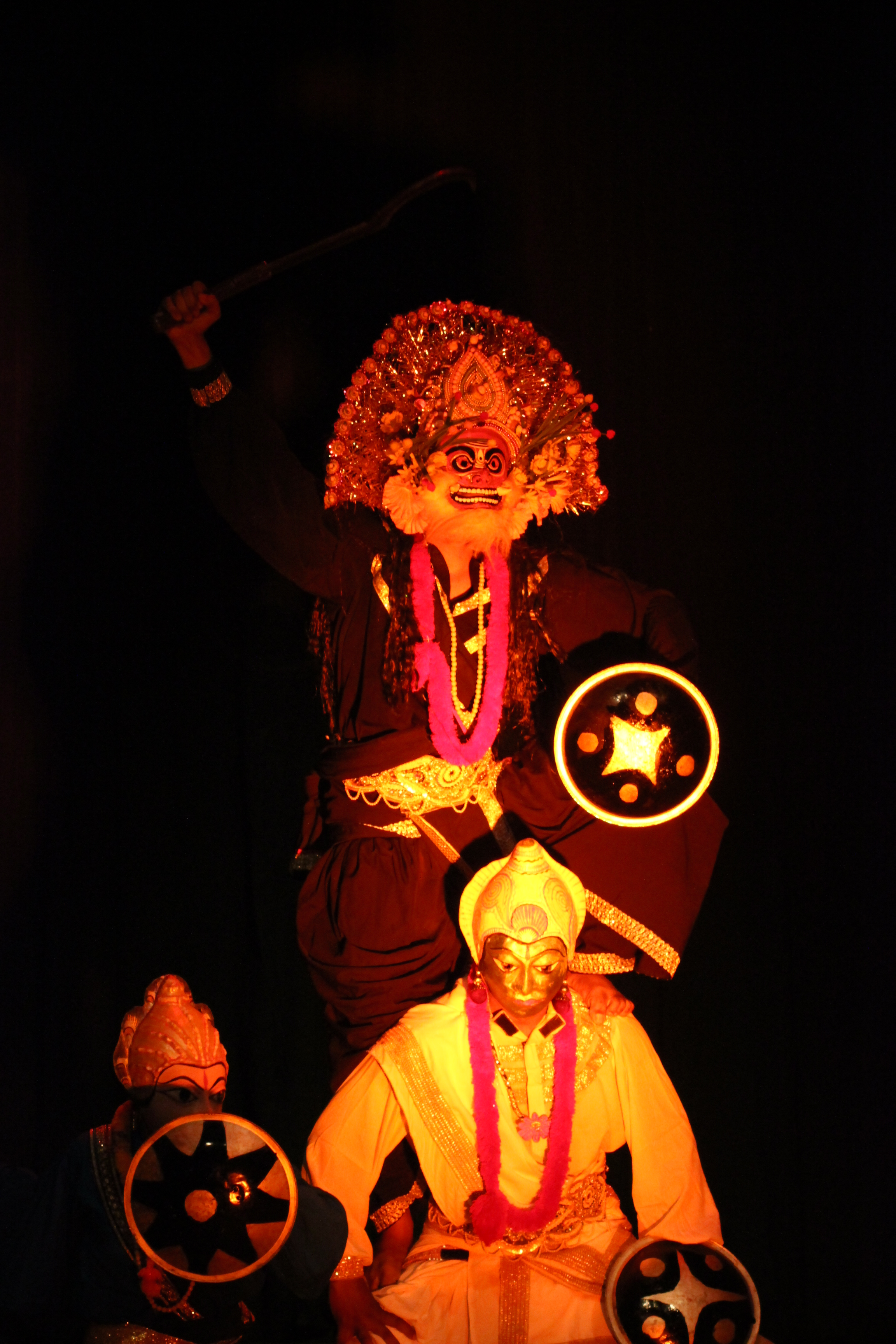
Artistes de danse Chhau
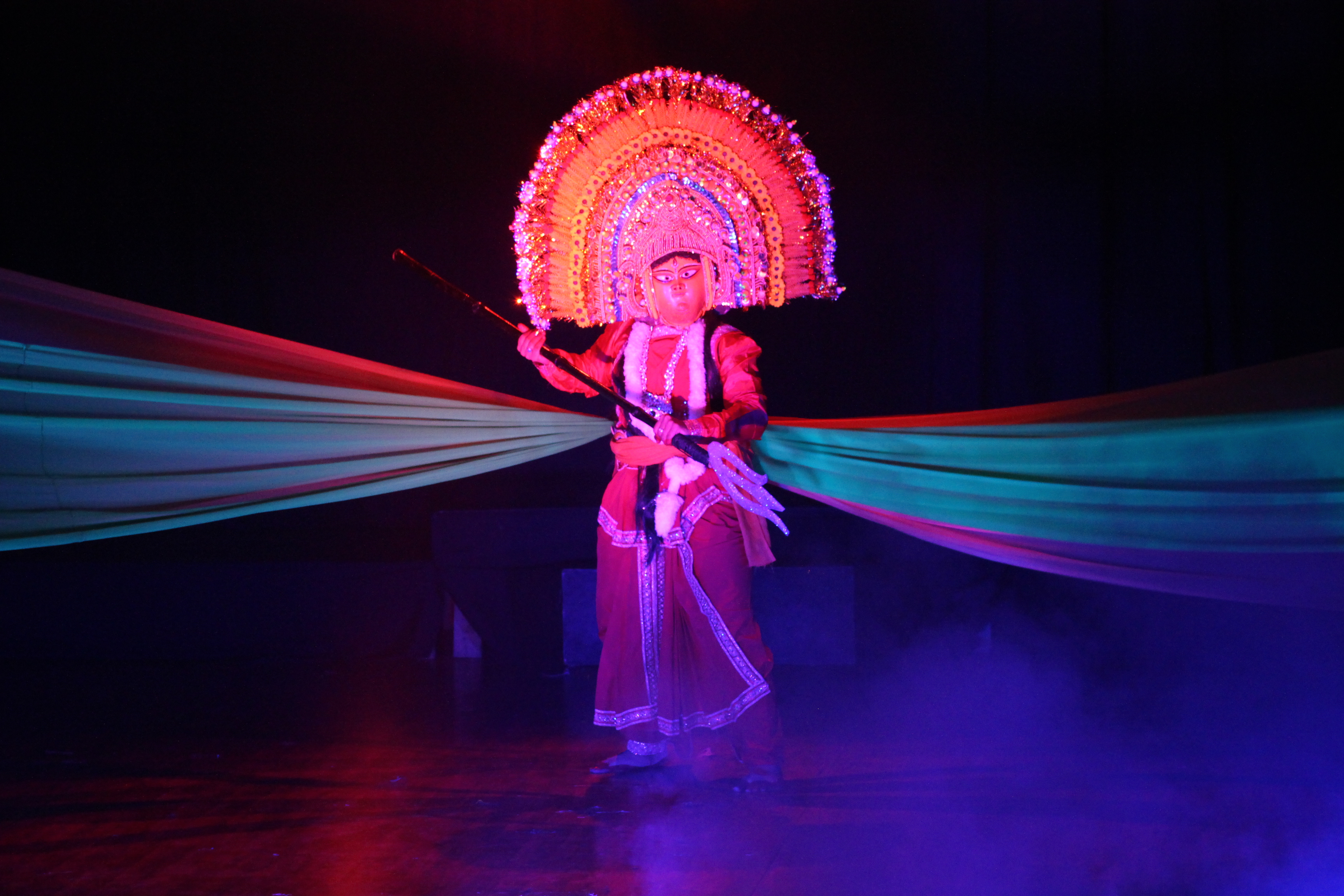
Artiste de danse Chhau
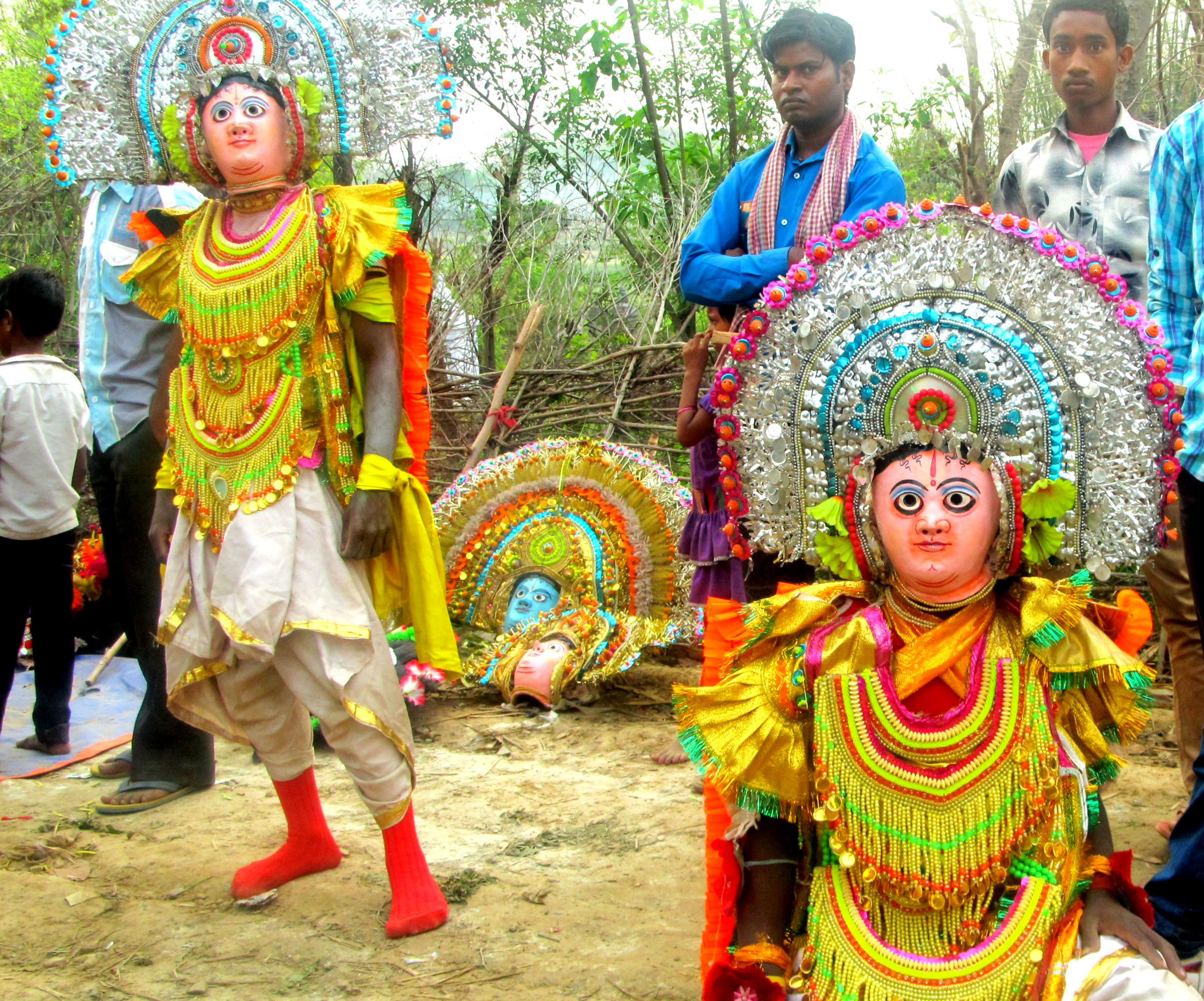
Danseurs Chhau dans un village du Jharkhand
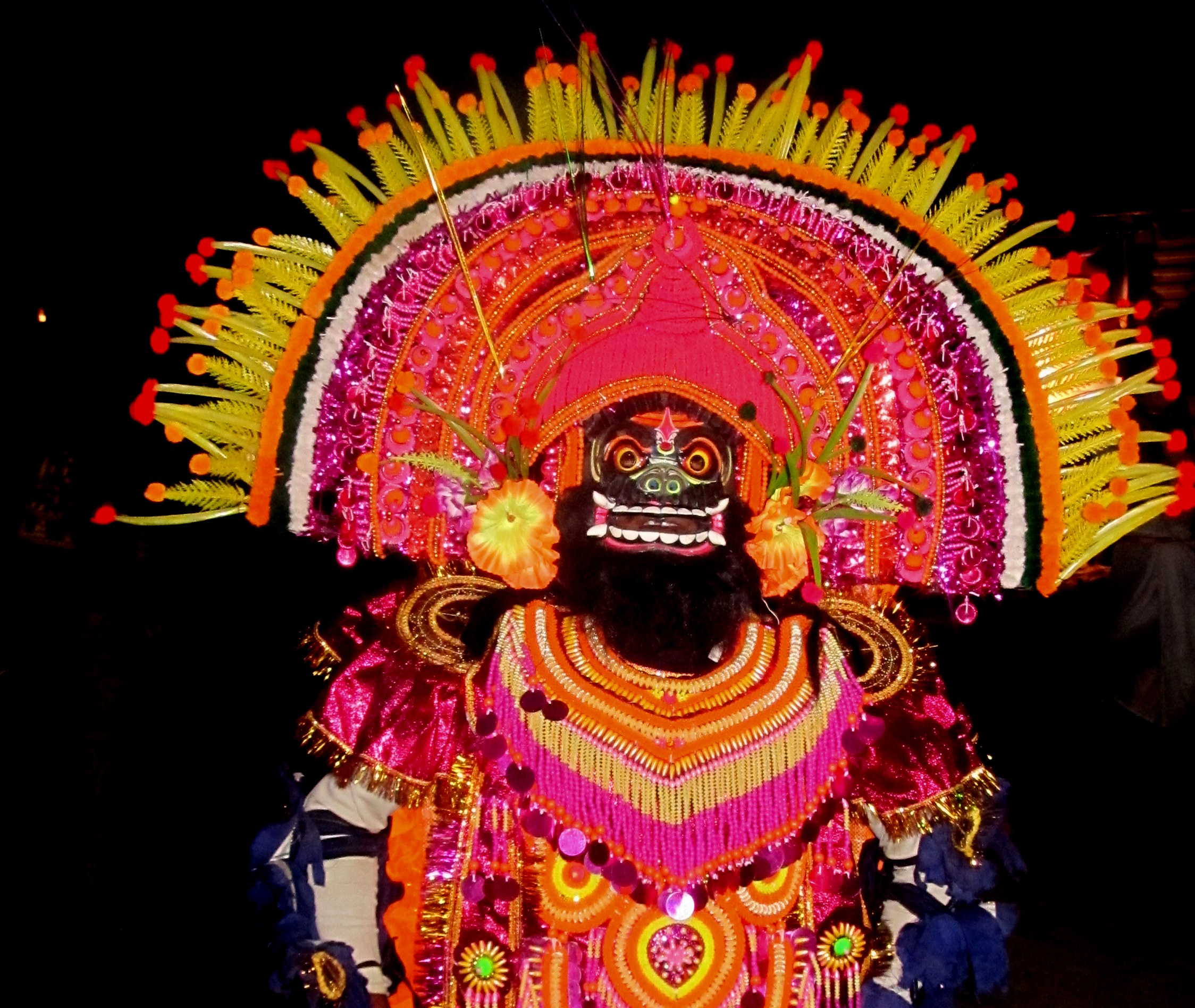
Danseur Chhau avec masque de démon lors d'une représentation nocturne
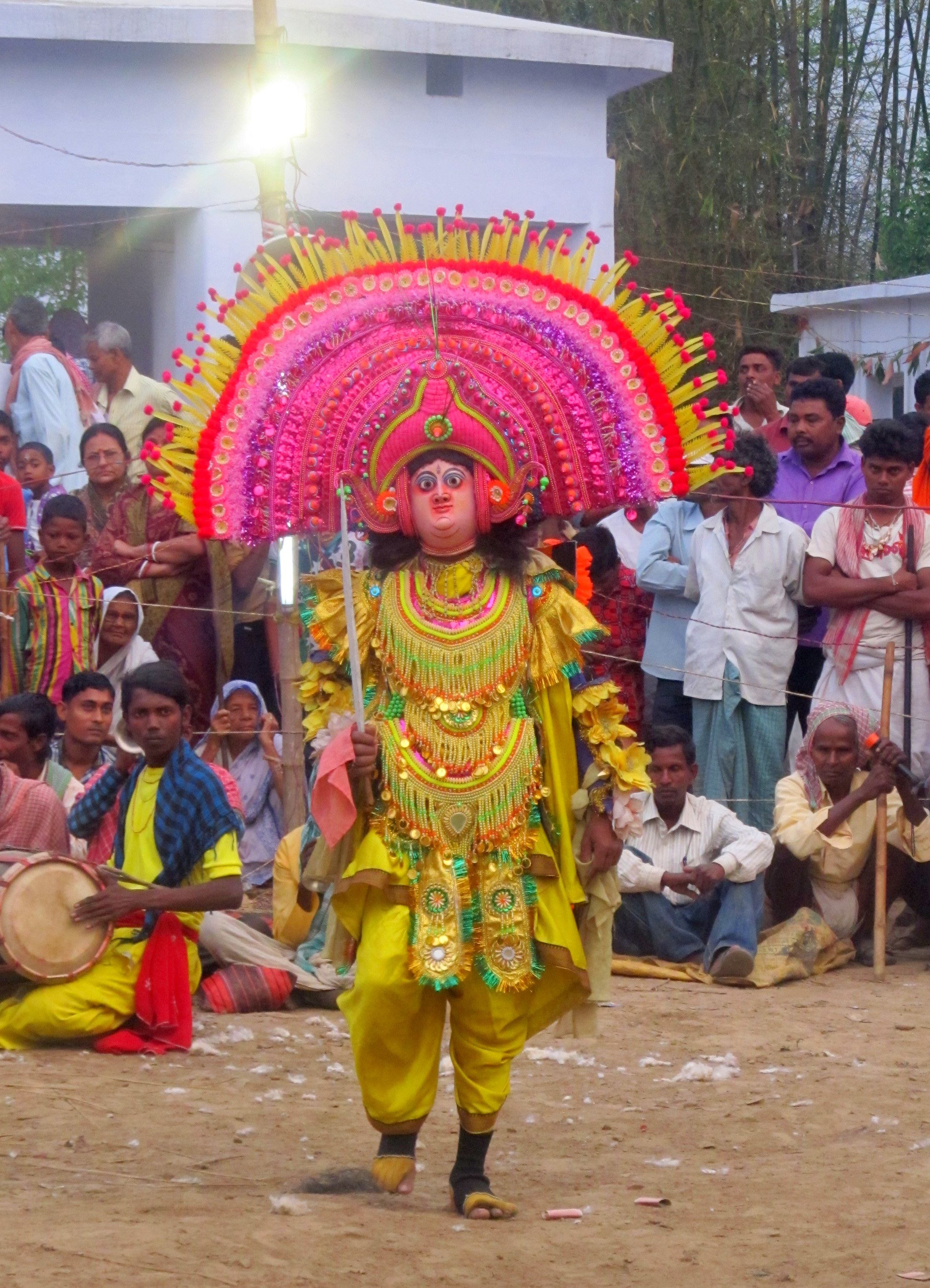
Un danseur chhau se produisant parmi les villageois du Jharkhand
Une troupe de musique Mayurbhanj Chhau en représentation